# Шевков, Виктор Анатольевич
Виктор Анатольевич Шевков (род. 2 февраля 1955 года) — советский пловец в ластах.

## Карьера
Чемпион мира в плавании в ластах (1980). Чемпион Европы (1983). Чемпион СССР (1980, 1981).